# Leucocybe
Leucocybe Vizzini, P. Alvarado, G. Moreno & Consiglio  – rodzaj grzybów z rzędu pieczarkowców (Agaricales). 

## Systematyka i nazewnictwo
Pozycja w klasyfikacji według Index Fungorum
Incertae sedis, Agaricales, Agaricomycetidae, Agaricomycetes, Agaricomycotina, Basidiomycota, Fungi (według index Fungorum.
Gatunki
- Leucocybe candicans (Pers.) Vizzini, P. Alvarado, G. Moreno & Consiglio 2015 – tzw. lejkówka biaława
- Leucocybe connata (Schumach.) Vizzini, P. Alvarado, G. Moreno & Consiglio 2015
- Leucocybe houghtonii (W. Phillips) Halama & Pencakowski 2017

Wykaz gatunków (nazwy naukowe) na podstawie Index Fungorum.